# Philippe Coutinho

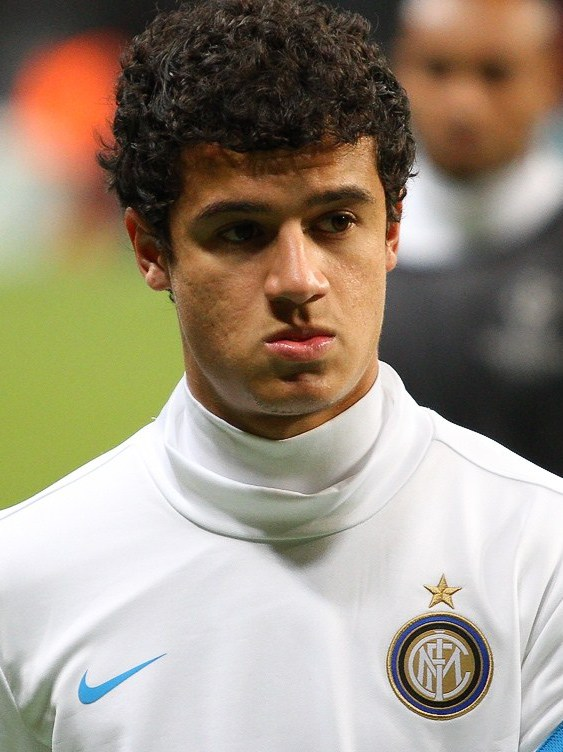
Philippe Coutinho v dresu Interu Milán

Philippe Coutinho Correia (* 12. června 1992 Rio de Janeiro) je brazilský profesionální fotbalista, který hraje na pozici ofensivního záložníka či křídelníka za katarský klub Al-Duhail SC, kde je na hostování z Aston Villy. Mezi lety 2010 a 2022 odehrál také 68 utkání v dresu brazilské reprezentace, v nichž vstřelil 21 branek.
K lednu 2022 je třetím nejdražším fotbalistou historie po Neymarovi a Kylianu Mbappém. Je také vítězem Ligy mistrů z roku 2020.

## Klubová kariéra

### Z Vasco da Gama do Interu
Od roku 2008 je hráčem Interu Milán. Ovšem kvůli jeho nízkému věku mohl přestoupit až v roce 2010. Do té doby byl na hostování v týmu Vasco da Gama. Chybělo málo a mohl oblékat dres Realu Madrid.
Real chtěl tehdy ještě patnáctiletého Coutinha do své mládežnické akademie, ovšem všechny snahy překazilo pravidlo, které neumožňuje mladým Brazilcům odejít do zahraničí před dovršením osmnácti let. Okamžitě po svém příchodu byl italskými novináři přirovnáván ke krajanu Alexandre Patovi a hvězdě Interu Wesleymu Sneijderovi. Sám Coutinho tvrdil, že se více podobá Sneijderovi. Za své fotbalové vzory udal brazilské krajany Kaká a Robinha.
Debut si v dresu Interu odbyl v utkání o Superpohár UEFA 2010 proti Atléticu Madrid, kdy jeho tým podlehl 0:2. Nastoupil v závěru, v 79. minutě střídal Sneijdera.
První domácí utkání v Serii A si zahrál 22. září proti AS Bari a zatím znovu jen na závěrečné minuty.
Proti Juventusu poprvé odehrál celý zápas, derby d'Italia ale skončilo bezbrankovou remízou.
Další říjnové ligové zápasy dostával důvěru trenéra Beníteze a startoval proti Cagliari (výhra 1:0), Sampdorii (1:1) a Janovu (výhra 1:0). Zaskvěl se především proti Sampdorii, kdy v 80. minutě nacentroval Eto'ovi na vyrovnávací gól.
Od listopadu do ledna jej sužovalo zranění kolena, po návratu byl pouze náhradníkem. Další celý zápas si zahrál až v závěru ročníku doma proti Fiorentině. V 74. minutě snížili hosté gólem Gilardina, o tři minuty poté ale pro Milánské premiérově zvýšil Coutinho z přímého kopu, výsledek 3:1 už se nezměnil.
Další gól přidal na podzim, v listopadu se trefil proti Cagliari a zvýšil na 2:0. Již předtím byl u akce vedoucí k prvnímu gólu, to po spolupráci s Pazzinim připravil gól Thiagu Mottovi. Hosté v závěru už jen korigovali konečný výsledek 2:1.
Na podzim ale hrál minimálně, jaro tak strávil na hostování v Espanyolu Barcelona.

### Espanyol Barcelona (hostování)
Během sezóny 2011/12 se Coutinho snažil prosadit v prvním týmu Interu avšak dne 30. ledna 2012 nastoupil do klubu La Liga - Espanyol na hostování do konce sezóny. Debutoval pro klub dne 4. února 2012 pod manažerem Mauricio Pochettino remízou 3:3 s Athletic Bilbao. Následující měsíc vstřelil první góly za katalánskou stranu, když skóroval dva krát při vítězství 5:1 proti Rayo Vallecano. Nakonec během jeho půjčky v Espanyol před návratem do Interu vstřelil 5 gólů v 16 vystoupeních.

### Návrat do Interu
V ročníku Serie A 2012/13 odehrál pouze 10 zápasů a celkově něco málo přes 300 minut. Zahrál si též v Evropské lize. V lednu 2013 se domluvil s anglickým Liverpoolem na smlouvě. Anglický klub za něj Interu zaplatil 8,5 milionu liber.
Zájem projevil též Southhampton s trenérem Mauriciem Pochettinem, který Coutinho vedl ve Španělsku.

### FC Liverpool
Dne 26. ledna 2013 se klub Premier League - Liverpool dohodl s Inter Milán na přestupovém poplatku 8,5 milionu GBP za Coutinha. Dne 30. ledna Liverpool pak podepsali dlouhodobou smlouvu poté, co byl úspěšný ve své žádosti o pracovní povolení.

#### 2012/13
Coutinho debutoval v Liverpoolu 11. února 2013 když nahradil Stewarta Downinga v 77. minutě porážky 2:0 proti West Bromwich Albion na Anfieldu. Dne 17. února vstřelil svůj první gól za Liverpool při svém plném debutu vítězstvím 5:0 nad Swansea City. Dne 2. března asistoval při prvním a druhém gólu Liverpoolu při výhře 4:0 nad Wigan Athletic a poté vstřelil gól v prohře 3:1 s Southamptonem a další asistenci při výhře 2:1 proti Aston Ville. Stal se tak hráčem měsíce Liverpoolu za březen.
Ke konci následujícího měsíce byl jmenován mužem zápasu za svůj výkon při vítězství Liverpoolu 6:0 nad Newcastlem United. Coutinho poté vstřelil konečný gól Liverpoolu v sezoně proti Queens Park Rangers. Debutovou sezónu v Liverpoolu zakončil 3 brankami v 13 vystoupeních v Premier League.

#### 2013/14
Coutinho zahájil sezónu 2013/14 dobře, než si poranil rameno v zápase 2:2 proti Swansea City 16. září 2013. Poté se objevil v základní sestavě při vítězství 4:0 nad Fulhamem na Anfieldu dne 9. listopadu. Dne 23. listopadu, Coutinho vstřelil úvodní gól proti Evertonu v Merseyside derby v páté minutě hry. Dne 13. dubna 2014 Coutinho vstřelil vítězný gól v 78. minutě při výhře 3:2 proti Manchesteru City. Výsledkem byl náskok Liverpoolu o sedm bodů před Manchesterem City na čele tabulky Premier League, Liverpool však napkon skončil druhý.

#### 2014/15
Coutinho vstřelil svůj první gól v sezoně vítězstvím 3:2 proti Queens Park Rangers 19. října poté, co přišel z lavičky náhradníků. 21. prosince Coutinho vstřelil první gól Liverpoolu remízou 2:2 proti Arsenalu na Anfieldu.
Dne 31. ledna 2015 pomohl Coutinho oběma gólům Raheema Sterlinga a Daniela Sturridga při výhře 2:0 nad West Ham United. Dne 3. února 2015 podepsal Coutinho novou dlouhodobou smlouvu do roku 2020. 4. února, jen jeden den po prodloužení smlouvy, vstřelil vítězný gól v zápase čtvrtého kola FA Cupu 2:1 proti Boltonu Wanderers. 22. února vstřelil úvodní gól při vítězství Liverpoolu 2:0 nad Southamptonem. V příštím zápase proti Manchesteru City 1. března Coutinho vstřelil vítězný gól Liverpoolu. Za únor získal cenu PFA Fans 'Player of the Month. Na konci sezóny byl vybrán do užšího výběru pro hráče roku PFA Player of the Year a PFA Young Player of the Year, nakonec skončil za Edenem Hazardem a Harrym Kaneem.

### FC Barcelona
Na začátku roku 2018 byl oznámen jeho přestup do španělského prvoligového klubu FC Barcelona.
Dle médií se cena pohybovala kolem 142 milionů liber, s tehdejším kurzem to bylo přes 4 miliardy českých korun. Coutinho se tak v té době stal třetím nejdražším hráčem na světě a nejdražším hráčem přestupujícím z Britských ostrovů.
Debutovat stihl ještě v lednu během utkání v domácím poháru Copa del Rey, kdy odehrál posledních 20 minut proti městskému rivalovi Espanyolu.
V jarní části španělské La Ligy se za 18 zápasů střelecky prosadil v 8 případech a k tomu přidal 5 asistencí, přestože na rozdíl od předchozího působiště hrál na levém anebo pravém křídle. Chuť ligové prohry poznal až v předposledním kole na hřišti Levante. Zaznamenal první hattrick v novém dresu, přesto Barcelona zápas prohrála 4:5.
Mimo mistrovského titulu se Coutinho přičinil získáním Copa del Rey, když se gólově prosadil jak v semifinále proti Valencii, tak ve finále proti FC Seville.

### Bayern Mnichov
Během letních měsíců roku 2019 zamířil Coutinho na roční hostování do Bayernu Mnichov, bavorský celek získal rovněž předkupní právo.
Trenér Bayernu Niko Kovač jej poprvé poslal na hřiště v zápase na hřišti Schalke, kde Bayern vyhrál 3:0. Coutinho, který ještě nebyl připraven odehrát kompletních 90 minut, vstoupil na trávník v 57. minutě za Thomase Müllera.
Další bundesligový zápas proti Mainzu (Mohuči) začal od první minuty. Byl střídán ve druhé půli za stavu 4:1 pro bavorský tým, zápas skončil výhrou 6:1.
V pátém kole proti Kölnu se zapsal to statistik gólem a asistencí. Ve druhém poločase zvýšil z penalty na 3:0, poté co ho fauloval hostující Kingsley Ehizibue. V 73. minutě přesně nahrál Perišićovi na 4:0.
Po jednom gólu a asistenci přidal i v zápase s Paderbornem, kdy jeho tým vyhrál 3:2.
Základním kamenem byl také ve skupině Ligy mistrů a podílel se na výhrách nad CZ Bělehrad (3:0), Tottenhamem (7:2) a Olympiakosem (3:2). Bayern Mnichov následně celou Ligu mistrů vyhrál a Philippe Coutinho k tomu přispěl svými výkony.
V polovině prosince předvedl výrazný výkon proti Werderu Brémy při výhře 6:1, když vstřelil hattrick a připojil k němu dvě asistence.

### FC Barcelona – návrat z hostování

#### Sezóna 2021/22
Dne 27. října 2021 zaznamenal 100. soutěžní zápas ve dresu Barcelony.

## Reprezentační kariéra
Představil se v dresu brazilské reprezentace U20 na Mistrovství světa hráčů do 20 let 2011 v Kolumbii, kde Brazílie získala titul po finálové výhře 3:2 v prodloužení nad Portugalskem.
V dresu A-týmu Brazílie se poprvé představil 7. října 2010 při přátelském zápasu proti Íránu (výhra 3:0).
O pár dní později odehrál celý přátelský zápas proti Ukrajině (výhra 2:0). Následující roky nebyl nominován na Copu América 2011, Konfederační pohár 2013 ani na Mistrovství světa 2014.
Po neúspěšném domácím mistrovství nahradil trenéra Scolariho Dunga, který Coutinha odzkoušel hned v několika přátelských utkáních podzimu. Poprvé od podzimního debutu v roce 2010 se Coutinho ukázal v národním týmu, a to na pár minut proti Kolumbii a Ekvádoru. V říjnovém přáteláku proti Argentině byl na lavičce, o pár dní později proti Japonsku nastoupil do druhého poločasu a zaznamenal dvě asistence celkem čtyřgólovému Neymarovi, který zprvu zvýšil na 3:0 a nakonec na 4:0.
První reprezentační branku vstřelil další rok v přáteláku s Mexikem.
Coutinho patřil mezi koučem Dungou vybrané hráče pro turnaj Copa América v roce 2015. Zranění Oscara Coutinhovi otevřelo cestu do základní jedenáctky,
kvůli zranění ale úvodní utkání proti Peru zameškal. Po výhře nad Peru 2:1 přišla porážka 0:1 proti Kolumbii, ve kterém Coutinho odehrál druhou půlku. Neymarova červená karta ze závěru zápasu dostala Coutinha do důležité role v zápase s Venezuelou, se kterou Brazílie zvítězila 2:1. Stejně jako proti Venezuele se i další utkání postavil do role ofenzivního záložníka a i jeho spoluhráči v útoku zůstali stejní – na křídlech hráli Robinho (vlevo) a Willian (vpravo), vepředu Firmino. Po 90 minutách stav činil 1:1 a tak nastaly rovnou penalty, ve kterých Brazilci neuspěli. Coutinho svoji penaltu proměnil,
během utkání měl několik nebezpečných střeleckých pokusů.
V kvalifikačním zápase o mistrovství světa 2022 v Kataru 2. února 2022 vstřelil jeden z gólů Brazílie při domácí výhře 4:0 nad Paraguayí. Brazílie si postup zaručila již dříve, nadále ale platilo, že v této kvalifikaci neprohrála.

## Úspěchy
Zdroj:
Inter Milan
- Coppa Italia (1× vítěz)
  - 1. místo: 2010/11
- Supercoppa italiana (1× vítěz)
  - 1. místo: 2010

FC Barcelona
- Primera División (2× vítěz)
  - 1. místo: 2017/18, 2018/19
- Copa del Rey (1× vítěz)
  - 1. místo: 2017/18
- Supercopa de España (2× vítěz)
  - 1. místo: 2018

Brazilská reprezentace
- Mistr Jižní Ameriky do 17 let: 2009
- Mistr světa do 20 let: 2011[59]

Individuální
- Tým roku Premier League podle PFA – 2014/15[60]